# Orthocoronavirinae
Orthocoronavirinae è una sottofamiglia di virus, noti anche come coronavirus, della famiglia Coronaviridae, del sottordine Cornidovirineae, dell'ordine Nidovirales. In passato era classificata come genere.
Suddivisa nei generi (in passato sottogeneri) Alphacoronavirus, Betacoronavirus, Gammacoronavirus e Deltacoronavirus, questi includono genogruppi filogeneticamente compatti di RNA avvolto, a senso positivo, e con un nucleocapside di simmetria elicoidale. Alphacoronavirus e Betacoronavirus derivano dal pool genico dei pipistrelli.
La "dimensione genomica" dei coronavirus varia da circa 26 a 32 kilobasi, straordinariamente grande per un virus a RNA. Il loro numero sta crescendo rapidamente con diversi nuovi coronavirus scoperti di recente, tra cui SARS-CoV-1 scoperto nel 2002, MERS-CoV nel 2012 e SARS-CoV-2 scoperto nel 2019 a Wuhan, in Cina.
Il nome "coronavirus" deriva dal termine latino corona, a sua volta derivato dal greco antico κορώνη?, korṓnē ("ghirlanda"), che significa "corona" o "aureola". Ciò si riferisce ai peplomeri o spikes (proteine S) formate dai virioni (la forma infettiva del virus) visibile al microscopio elettronico, che presenta una serie di glicoproteine superficiali che danno un'immagine che ricorda una corona reale o una corona solare. I peplomeri sono proteine virali che popolano la superficie del virus e determinano il tropismo nell'ospite.
Si pensa che il primo caso riportato di coronavirus sia dovuto a veterinari tedeschi che nel 1912 descrissero il caso di un gatto febbricitante con un enorme ingrossamento del ventre. Ma solo negli anni 1960 un virus con struttura a forma di corona che causava comuni raffreddori venne isolato e venne associato al fenomeno, inclusi altri riscontrati in svariati animali. I ricercatori pensarono che i coronavirus fossero capaci di causare negli umani solo sintomi lievi, fino a che non ci fu l'epidemia di SARS nel 2003.
I coronavirus sono responsabili di diverse patologie nei mammiferi e negli uccelli, dal verificarsi di diarrea nei bovini e nei suini e a malattie respiratorie delle vie superiori nei polli. Nell'uomo, provocano infezioni delle vie respiratorie, spesso di lieve entità come il raffreddore comune, ma in rari casi potenzialmente letali come polmoniti e bronchiti.
I coronavirus sono stati responsabili delle gravi epidemie di SARS del 2002-2004, di quella della MERS del 2012-2014 e della pandemia di COVID-19 del 2019-2023.

## Struttura

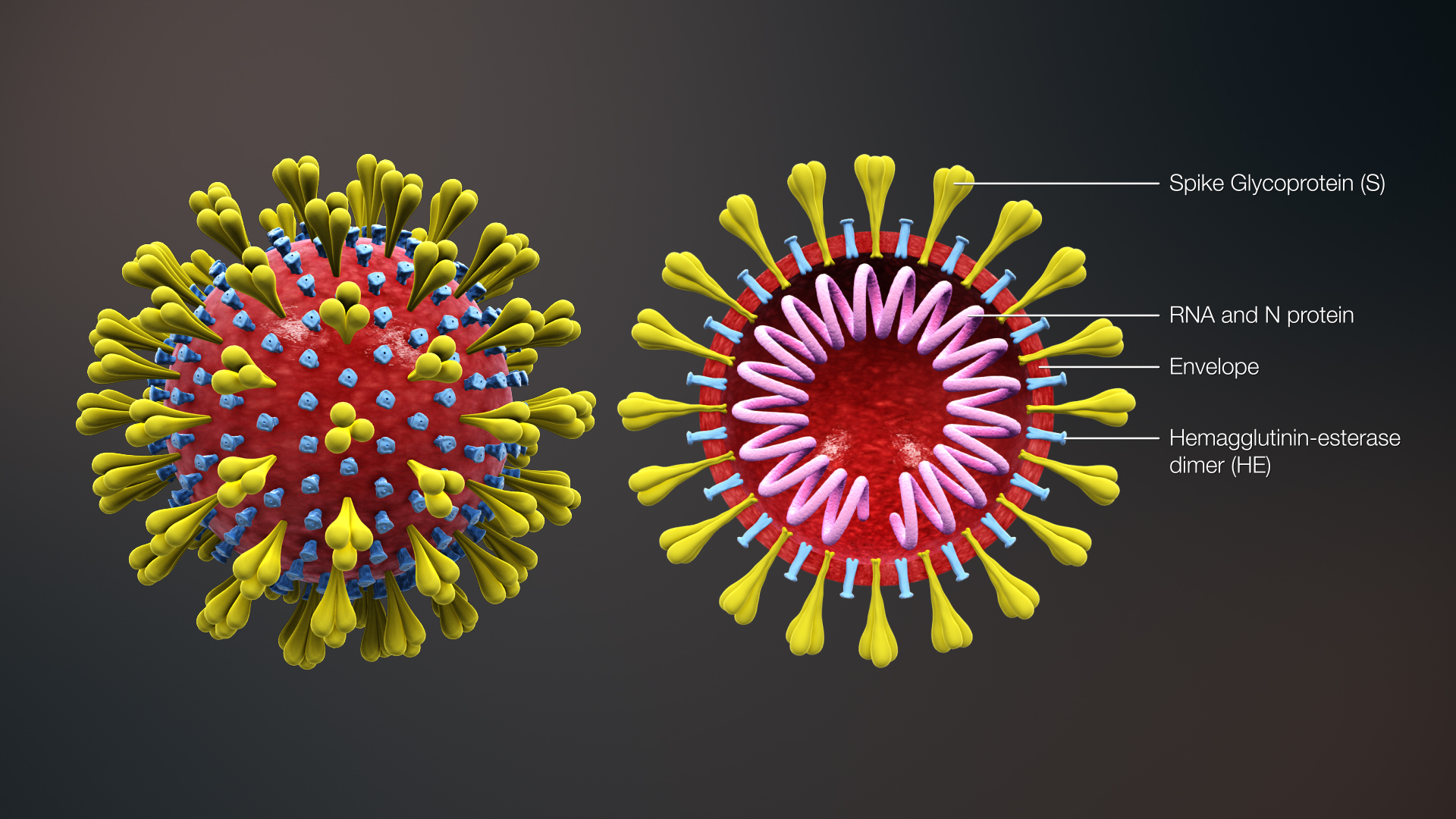
Modello di coronavirus visto in sezione

I coronavirus sono virus a RNA positivo dal diametro di circa 80-160 nm, il che li rende tra i più grandi virus capaci di attaccare l'essere umano. Con 30 000 basi genetiche, i coronavirus hanno il più ampio genoma tra i virus a RNA, inoltre è uno dei pochi virus a RNA ad avere un meccanismo di correzione di lettura genetica che previene l'accumulo di mutazioni. Il nome del virus deriva dalla classica forma apprezzabile al microscopio elettronico a trasmissione a "corona". Questo aspetto è dato dalla presenza di spinule rappresentate dalla glicoproteina che attraversa il pericapside, raggiungendo il rivestimento proteico, detta proteina spinula o proteina S, con proprietà emoagglutinanti e di fusione. La struttura del virus è quella più o meno tipica dei virus rivestiti: presenta quindi un nucleocapside a simmetria elicoidale e un pericapside costituito da un doppio strato fosfolipidico di origine cellulare; tra questi due strati si interpone un coat proteico costituito dalla proteina M (matrice). Nel nucleocapside si ritrova il genoma costituito da un ssRNA+ (un filamento di RNA singolo a polarità positiva) da 27-30 kilo basi che codifica per 7 proteine virali ed è associato alla proteina N.
I coronavirus si attaccano alla membrana cellulare delle cellule bersaglio grazie alle loro proteine S che interagiscono con l'aminopeptidasi N della membrana. Alcuni coronavirus possono legare l'acido N-acetil neuraminico grazie all'espressione della glicoproteina E3. Non è chiaro se la penetrazione della cellula sia effettuata mediante fusione del pericapside con la membrana plasmatica o per endocitosi. All'interno del citoplasma della cellula il coronavirus rilascia il suo RNA a singolo filamento positivo che si attacca ai ribosomi, dove viene tradotto. La traduzione comporta la produzione di una RNA-polimerasi RNA-dipendente (proteina L) che trascrive un RNA a filamento negativo da cui poi è possibile ottenere nuovi RNA a filamento positivo del coronavirus, nonché le sette proteine che esso codifica. A ciascun nuovo filamento di RNA positivo si associa la proteina N, mentre le proteine del pericapside si integrano nella membrana del reticolo endoplasmatico. Un traslocatore trasferisce i nuovi nucleocapsidi nel lume del reticolo endoplasmatico; successivamente da questo gemmano vescicole che costituiscono i nuovi virioni che possono essere rilasciati per esocitosi.

## I generi
La famiglia dei coronavirus è stata divisa in quattro generi distinti:
- Alphacoronavirus (α-CoV)
- Betacoronavirus (β-CoV)
- Gammacoronavirus (γ-CoV)
- Deltacoronavirus (δ-CoV)

Il genere alphacoronavirus (precedentemente noto come gruppo 1 dei Coronavirus, CoV-1) comprende i sottogruppi 1a e 1b, che sono prototipati dal coronavirus umano 229E (HCoV-229E) e HCoV-NL63, nonché dalla nuova specie alphacoronavirus 1 (incluso virus della gastroenterite trasmissibile suina, TGEV), rispettivamente.
Il genere betacoronavirus (precedentemente gruppo 2 dei coronavirus, Cov-2) comprende diversi sottogruppi, con i più importanti (sottogruppi 2a e 2b) prototipati dalla specie murine coronavirus (incluso il virus dell'epatite murina, MHV) e SARS-related coronavirus. Si divide nei sottogeneri Embecovirus, Hibecovirus, Merbecovirus, Nobecovirus e Sarbecovirus.
Il genere gammacoronavirus comprende tutti i coronavirus aviari identificati fino al 2009.

## Coronavirus di interesse umano

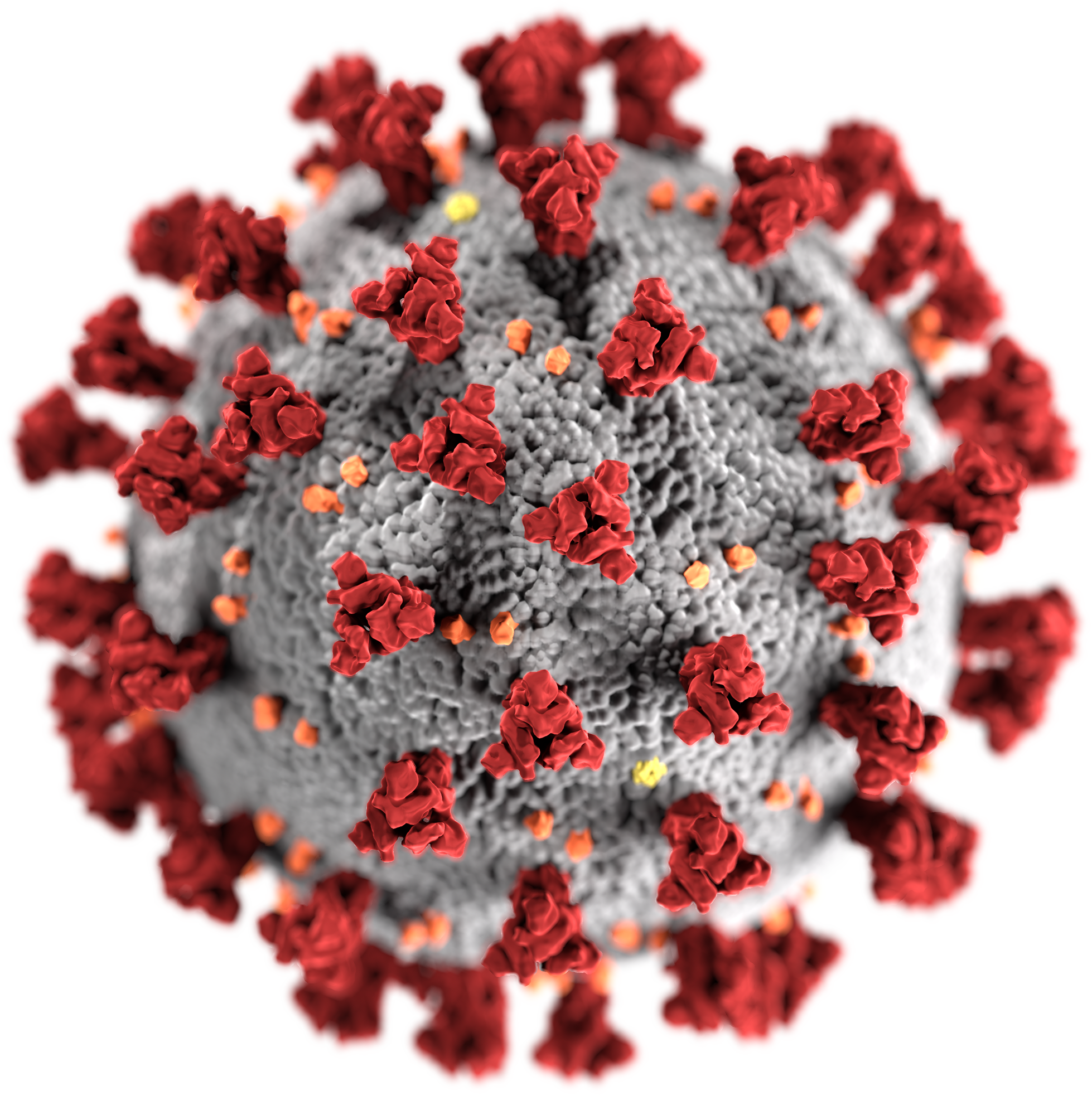
Questa illustrazione, creata dai Centers for Disease Control and Prevention (CDC) statunitense, rivela la morfologia ultrastrutturale mostrata dal "SARS-CoV-2". Si notino i chiodini che costellano la superficie esterna del virus e che gli conferiscono l'aspetto di una corona che circonda il virione, vista al microscopio elettronico. Questo virus è stato identificato come la causa di una pandemia di affezioni respiratorie registrate per la prima volta a Wuhan, in Cina.

I coronavirus sono stati scoperti negli anni sessanta dalle cavità nasali dei pazienti con raffreddore comune. Questi virus furono successivamente chiamati Coronavirus umano 229E (HCoV-229E) e Coronavirus umano OC43 (HCoV-OC43). Sono stati identificati altri due membri di questa famiglia (Coronavirus umano NL63, HCoV-NL63, nel 2004; Coronavirus umano HKU1, HCoV-HKU1, nel 2005) e sono stati coinvolti in infezioni del tratto respiratorio più gravi.
Non esistono vaccini o farmaci antivirali considerati validi dalla comunità scientifica per la prevenzione o per il trattamento delle patologie indotte.
Si ritiene che i coronavirus causino una percentuale significativa di tutti i raffreddori comuni negli adulti e nei bambini. I sintomi che si riscontrano più frequentemente sono febbre e adenoidite acuta con maggior incidenza durante l'inverno e l'inizio della primavera. In molti casi i coronavirus possono causare polmonite, polmonite virale diretta o polmonite batterica secondaria; inoltre possono portare anche allo sviluppo di bronchite, bronchite virale diretta o bronchite batterica secondaria.
I ceppi causa delle principali patologie che interessano l'uomo appartengono al genere Betacoronavirus.
Il coronavirus umano scoperto nel 2003, SARS-CoV-1, causa una grave sindrome respiratoria acuta (SARS) e ha una patogenesi unica, perché causa infezioni del tratto respiratorio superiore e inferiore.
La variante SARS dei coronavirus, apparsa inizialmente in Cina nella provincia del Guangdong nel novembre 2002 e isolata per la prima volta l'anno successivo, ha le stesse identiche caratteristiche morfologiche degli altri coronavirus, ma sembra sia una specie del tutto nuova derivata probabilmente da un serbatoio animale (non ancora noto) che ben si è adattato all'uomo. Tra i fattori che il virus della SARS utilizza per incrementare notevolmente la sua virulenza rispetto agli altri coronavirus, c'è un potente sistema di inibizione dell'interferone.
Un altro focolaio pericoloso provocato da un diverso ceppo di coronavirus ha avuto inizio nel giugno 2012 in Arabia Saudita. La malattia è stata perciò indicata col nome di sindrome respiratoria mediorientale da Coronavirus o MERS (dall'acronimo in inglese). Sono stati accertati con test di laboratorio almeno 2000 casi nel mondo, di cui oltre i 3/4 in Arabia Saudita; fino al giugno 2015 c'erano già stati oltre 500 morti (su circa 1500 casi registrati fino a quella data).
Il 31 dicembre 2019 è stato segnalato un nuovo ceppo di questo virus a Wuhan, in Cina, identificato come un nuovo ceppo di β-CoV dal Gruppo 2B con una somiglianza genetica del 70% circa rispetto al SARS-CoV-1. Il nuovo ceppo, di conseguenza, è stato nominato SARS-CoV-2.
A gennaio 2020 sono conosciuti 7 ceppi di coronavirus in grado di infettare gli umani:
1. Coronavirus umano 229E (HCoV-229E)
2. Coronavirus umano OC43 (HCoV-OC43)
3. Coronavirus umano NL63 (HCoV-NL63)
4. Coronavirus umano HKU1 (HCoV-HFU1)[3]
5. Coronavirus da sindrome respiratoria acuta grave (SARS-CoV-1)
6. Coronavirus della sindrome respiratoria mediorientale (MERS-CoV), conosciuto anche come Novel Coronavirus 2012 (2012-nCoV)
7. Coronavirus 2 da sindrome respiratoria acuta grave (SARS-CoV-2),[16][17] conosciuto anche come Novel Coronavirus 2019 (2019-nCoV) o Coronavirus di Wuhan.[18]

La trasmissione dei coronavirus tra umani avviene principalmente attraverso le goccioline respiratorie emesse da un individuo infetto mediante tosse o starnuti, che successivamente vengono inalate da un soggetto sano che si trovi nelle vicinanze. Sembrerebbe che sia possibile infettarsi anche dopo aver toccato superfici o oggetti ove sia presente il virus e portando successivamente le mani verso la propria bocca o verso il naso o gli occhi.[ fonte errata, non presente]
Sebbene i virus respiratori siano trasmissibili solitamente quando il soggetto malato presenta anche i sintomi, il coronavirus SARS-CoV-2 può diffondersi anche in occasione di un contatto ravvicinato con un paziente infetto asintomatico.[ fonte errata, non presente]

## Tassonomia
- Orthocoronavirinae
  - Alphacoronavirus
    - Colacovirus
      - Bat coronavirus CDPHE15

    - Decacovirus
      - Bat coronavirus HKU10; Rhinolophus ferrumequinum alphacoronavirus HuB-2013

    - Duvinacovirus
      - Coronavirus umano 229E

    - Luchacovirus
      - Lucheng Rn rat coronavirus

    - Minacovirus
      - Ferret coronavirus; Mink coronavirus 1

    - Minunacovirus
      - Miniopterus bat coronavirus 1; Miniopterus bat coronavirus HKU8

    - Myotacovirus
      - Myotis ricketti alphacoronavirus Sax-2011

    - Nyctacovirus
      - Nyctalus velutinus alphacoronavirus SC-2013

    - Pedacovirus
      - Porcine epidemic diarrhea virus; Scotophilus bat coronavirus 512

    - Rhinacovirus
      - Rhinolophus bat coronavirus HKU2

    - Setracovirus
      - Coronavirus umano NL63; NL63-related bat coronavirus strain BtKYNL63-9b

    - Tegacovirus
      - Alphacoronavirus 1 – specie tipo

  - Betacoronavirus
    - Embecovirus
      - Betacoronavirus 1; China Rattus coronavirus HKU24; Coronavirus umano HKU1; Murine coronavirus – specie tipo

    - Hibecovirus
      - Bat Hp-betacoronavirus Zhejiang2013

    - Merbecovirus
      - Hedgehog coronavirus 1; Middle East respiratory syndrome-related coronavirus; Pipistrellus bat coronavirus HKU5; Tylonycteris bat coronavirus HKU4

    - Nobecovirus
      - Rousettus bat coronavirus GCCDC1; Rousettus bat coronavirus HKU9

    - Sarbecovirus
      - SARS-related coronavirus (SARS-CoV-1; SARS-CoV-2); Bat SARS-like coronavirus RsSHC014

  - Deltacoronavirus
    - Andecovirus
      - Wigeon coronavirus HKU20

    - Buldecovirus
      - Bulbul coronavirus HKU11 - specie tipo; Coronavirus HKU15; Munia coronavirus HKU13; White-eye coronavirus HKU16

    - Herdecovirus
      - Night heron coronavirus HKU19

    - Moordecovirus
      - Common moorhen coronavirus HKU21

  - Gammacoronavirus
    - Cegacovirus
      - Beluga whale coronavirus SW1

    - Igacovirus
      - Avian coronavirus – specie tipo

## I nuovi coronavirus
Con la sigla nCoV vengono genericamente indicate nuove specie o ceppi di Coronavirus che non sono mai stati precedentemente identificati nell'uomo.